# Луїс Белбах
Луїс Белбах (англ. Louis Balbach, 23 травня 1896 — 11 жовтня 1943) — американський стрибун у воду.
Бронзовий медаліст Олімпійських Ігор 1920 року.